# Freedom Fighters: The Ray
Freedom Fighters: The Ray é uma websérie animada estadunidense desenvolvida por Greg Berlanti e Marc Guggenheim. Ela estreou em 8 de dezembro de 2017 na plataforma de streaming online da The CW, CW Seed e é baseado no personagem da DC Comics, Ray Terrill / O Ray (interpretado por Russell Tovey), um repórter que ganha poderes de luz após ser exposto a uma luz genética bombear. A série faz parte da franquia do Universo Arrow e se passa principalmente na distópico Terra-X, embora também tenha lugar parcialmente na Terra-1, o universo ficcional paralelo de Arrow, The Flash, Vixen e Legends of Tomorrow.

## Premissa
Raymond "Ray" Terrill é um advogado que descobre um doppelganger de outra Terra. O homem desaparece e lhe dá poderes baseados na luz, e ele é recrutado para se juntar aos Combatentes da Liberdade.

## Elenco e personagens

### Principal
- Russell Tovey como Ray Terrill / The Ray: Um advogado de interesse público que ganha poderes baseados na luz de seu homólogo da Terra-X e se torna um membro dos Lutadores da Liberdade na Terra-X.[1][2]
  - Tovey também dá voz ao seu doppelganger da Terra-X, que é membro dos Combatentes da Liberdade na Terra-X.[3][4]
- Jason Mitchell como John Trujillo: Um colega de trabalho de Terrill que o ajuda a aprender sobre seus novos poderes.[5]
  - Mitchell também dá voz ao seu doppelganger da Terra-X, Condor Negro, que é membro dos Combatentes da Liberdade.
- Dilshad Vadsaria como Jenny Knight: Uma colega de trabalho de Terrill.[5]
  - Vadsaria também dá voz a sua doppelganger da Terra-X, Lady Fantasma, que é membro dos Combatentes da Liberdade.[6]

### Recorrente
- Melissa Benoist como Overgirl: Uma versão super vilã alternativa da Supergirl da Terra-38 que é membro do Novo Regimento na Terra-X.[7]
- Iddo Goldberg como Tornado Vermelho da Terra-X: Um membro dos Combatentes da Liberdade.[6][5]
- Matthew Mercer como Arqueiro Negro: uma versão alternativa do Arqueiro Verde da Terra-1 que é membro do Novo Regimento.[6][5]
  - Mercer também dá voz ao seu homólogo da Terra-1, Oliver Queen / Arqueiro Verde.
- Scott Whyte como Blitzkrieg: uma versão alternativa do Flash da Terra-1 que é membro do Novo Regimento na Terra-X.[8][5]
  - Whyte também dá voz ao seu doppelganger da Terra-1, Barry Allen / Flash.
- Carlos Valdes como Cisco Ramon / Vibro da Terra-X: [9] Um membro dos Combatentes da Liberdade.
  - Valdes também dá voz ao seu doppelganger da Terra-1.[5]
- Sunil Malhotra como Jacob: o interesse amoroso de Ray.[4]

### Convidados
- Matthew Mercer como Homem-Brinquedo[10]
- Colleen O'Shaughnessey como Grace Terrill[4]
- Bruce Thomas como Robert Terrill[4]
- Danielle Panabaker como Caitlin Snow: Uma especialista em bioengenharia dos laboratórios S.T.A.R..[5]
- Christopher Corey Smith como Donald: um político.[4]
- Megalyn Echikunwoke como Mari McCabe / Vixen[8]
- Echo Kellum como Curtis Holt / Sr. Incrível[7][5]

## Episódios

### 1.ª temporada (2017)
| N.º na série | N.º na temp. | Título                            | Dirigido por    | Escrito por                                                                                         | Lançamento            |
| --- | ------------ | --------------------------------- | --------------- | --------------------------------------------------------------------------------------------------- | --------------------- |
| 1–6 | 1–6          | "A Hero Rises" "(Um Herói Surge)" | Ethan Spaulding | Emilio Ortega Aldrich, Lauren Certo, Marc Guggenheim, Sarah Hernandez, Elizabeth Kim, Sarah Tarkoff | 8 de dezembro de 2017 |
| Em Tulsa, Oklahoma, Ray Terrill / Ray e os Combatentes da Liberdade trabalham para salvar refugiados na Terra-X ocupada pelos nazistas. O Novo Regimento, consistindo na líder Overgirl, Blitzkrieg e Arqueiro Negro, derrotam os Combatentes da Liberdade, matando Tornado Vermelho e o Homem-Brinquedo. Os Nazistas tentam roubar o córtex cerebral do primeiro, mas Ray, ferido, é salvo por outro Combatente da Liberdade, Vibro. Na Terra-1, os doppelganger dos Combatentes da Liberdade, John Trujillo / Condor Negro, Jenny Knight / Lady Fantasma e Ray são funcionários do Departamento de Habitação Justa. Quando o departamento é fechado, Ray e John vão a um bar onde Ray convida um homem para um encontro. Enquanto Ray luta com seu recente desemprego e evita se assumir para seus pais conservadores, o Ray da Terra-X emerge através de uma brecha e entrega o córtex para seu homólogo da Terra-1, junto com seus poderes, antes de sucumbir aos ferimentos. Ray mostra a John seus poderes e o córtex, que revela a terrível situação da Terra-X por meio de um holograma do Tornado Vermelho, que os direciona para destruí-lo. Em vez disso, John e Ray decidem testar os poderes do último, o alerta dos laboratórios S.T.A.R. avisa Cisco Ramon e Caitlin Snow sobre a atividade metahumana. John e Ray voltam para o bar e Ray puxa conversa com o homem, Jacob. Enquanto Ray e Jacob estão andando pela rua, eles descobrem um casal de lésbicas sendo assaltadas. Jacob pede ajuda e Ray usa seus poderes para derrubar o assaltante. Enquanto luta contra um par de ladrões de banco, Ray assume o manto de "The Ray". Na Terra-X, Vibro procura assinaturas do Ray, mas é emboscado pelos Nazistas, que são capazes de localizar o córtex. Na Terra-1, enquanto Ray se prepara para um encontro com Jacob, ele é sedado por um dardo envenenado e duas figuras sombrias aparecem sobre ele. |              |                                   |                 | |                       |

### 2.ª temporada (2018)
| N.º na série | N.º na temp. | Título                | Dirigido por    | Escrito por                                                                                         | Lançamento          |
| ------------ | ------------ | --------------------- | --------------- | --------------------------------------------------------------------------------------------------- | ------------------- |
| 7–12         | 1–6          | "Earth-X" "(Terra-X)" | Ethan Spaulding | Emilio Ortega Aldrich, Lauren Certo, Marc Guggenheim, Sarah Hernandez, Elizabeth Kim, Sarah Tarkoff | 18 de julho de 2018 |

## Produção
A série foi anunciada pela primeira vez em agosto de 2016 pela The CW com uma estreia em 2017 e ir ao ar na CW Seed, dos produtores executivos Greg Berlanti e Marc Guggenheim e desenvolvida pela Blue Ribbon Content. Também foi anunciado que o personagem principal seria gay, e a rede estava procurando por um ator para dublar o personagem com a possibilidade de aparecer em live-action mais tarde. A série foi inspirada na série de quadrinhos Multiversity de Grant Morrison. Guggenheim observou que havia "uma razão muito específica" para que a série fosse intitulada como estava, a fim de apresentar os Combatentes da Liberdade e a Terra-X. Ele continuou: "Morrison teve uma ideia à qual realmente respondemos: os Combatentes da Liberdade são formados por várias minorias visadas pelos nazistas - mulheres, gays, judeus. Queríamos honrar essa ideia. Ao mesmo tempo, é uma origem história sobre a iteração da Terra-1 de The Ray." A Terra-X é um mundo no multiverso onde os nazistas venceram a Segunda Guerra Mundial e os Novos Nazistas governam a América atual. Em setembro de 2017, foi revelado que Russell Tovey faria a voz de Ray Terrill na série.
Freedom Fighters: The Ray também se passa antes dos eventos do crossover do Universo Arrow de 2017, "Crisis on Earth-X". Guggenheim acrescentou que a série animada apresentava algumas "misturas de continuidade ... [e] inconsistências", como "Crise na Terra-X" foi concebida depois que Freedom Fighters já foi escrita e Guggenheim "não viu nada" com o produtor executivo de crossover Andrew Kreisberg sobre o quão estreitamente a série animada deve se relacionar com "Crisis on Earth-X"; Guggenheim esperava abordar isso com um quadrinho. Sobre a série ser uma pre-quel do crossover, Guggenheim revelou que não era essa a intenção, e foi originalmente planejado para ser lançado antes do crossover. No entanto, uma vez que a decisão de apresentar The Ray em live-action foi tomada, foi necessário o elenco do ator correto, o que levou a Tovey. Guggenheim explicou: Nesse ponto, "poderíamos continuar a avançar como já estávamos com a série animada com uma voz diferente e uma aparência ligeiramente diferente para o personagem de Ray, ou poderíamos dar um tempo extra para Russell Dê voz ao personagem, faça algumas alterações de design, faça com que a aparência de Ray na série animada se alinhe mais com a aparência de Russell. Simplesmente não havia como reverter esse tipo de mudança e lançá-lo antes do crossover. Era apenas mais importante ter a voz de Russell na série do que divulgá-la cedo".

## Lançamento

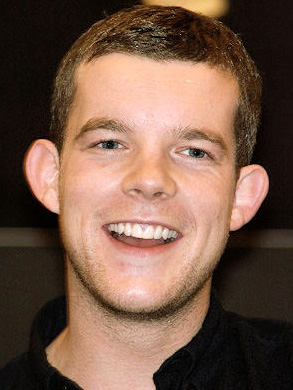
Russell Tovey interpretá a versão live-action e dá a voz a The Ray / Ray Terrill.

Freedom Fighters: The Ray estreou na CW Seed em 8 de dezembro de 2017, lançando os primeiros seis episódios da série. Os seis episódios seguintes, comercializados como a segunda temporada, foram lançados em 18 de julho de 2018, depois de estrear na San Diego Comic-Con de 2018.

## Home Media
Em junho de 2018, foi anunciado que as duas primeiras temporadas seriam disponibilizadas como uma apresentação de longa-metragem em Blu-ray e DVD a partir de 28 de agosto de 2018.

## Recepção
Oliver Sava do The A.V. Club deu aos três primeiros episódios uma classificação "B". Ele sentiu que "a história tem uma estrutura interessante, começando com dois episódios mostrando a terrível situação na Terra-X antes de fazer um salto repentino através das dimensões para o terceiro episódio", mas observou que isso faz "The Ray parecer um personagem secundário em seu próprio show". Sava elogiou os conflitos na vida pessoal de Ray "que são amplamente inexplorados no gênero dos super-heróis, especialmente no cinema e na televisão", com o show mostrando "como eles podem rapidamente adicionar tensão e profundidade a narrativas fantásticas". Sobre o desempenho de Tovey, Sava disse, "Tovey faz um trabalho forte capturando a ansiedade e o medo de Ray em assumir o controle, e você pode ouvir sua decepção consigo mesmo enquanto tenta e não consegue abraçar sua sexualidade."
Luke Y. Thompson da Forbes deu uma avaliação favorável do lançamento em Blu-Ray. Ele afirmou que foi "o mais emocionante de todos os filmes de animação da DC [que ele] viu e revisou". Thompson elogiou a animação dizendo que era "melhor do que o normal também, com mais sombreamento em CG para dar profundidade real às vistas."

## Universo Arrow
Tovey apareceu como The Ray em "Crisis on Earth-X" em novembro de 2017, o evento crossover do Universo Arrow entre Supergirl, Arrow, The Flash e Legends of Tomorrow. Conceitos e personagens adicionais de Freedom Fighters foram apresentados no crossover.
Em novembro de 2019, a DC anunciou que estaria produzindo duas histórias em quadrinhos, para acompanhar o evento de crossover "Crisis on Infinite Earths". Isso incluirá um enredo simultâneo aos episódios na tv, com foco nos personagens de The Ray, Felicity Smoak,  Nyssa Al Ghul e Wally West. O primeiro quadrinho foi lançado em dezembro de 2019, com o segundo lançado em janeiro de 2020.

### 1.ª temporada episódios
- «Episode 1». Freedom Fighters: The Ray. Temporada 1. 8 de dezembro de 2017. CW Seed 6 minutos
- «Episode 2». Freedom Fighters: The Ray. Temporada 1. 8 de dezembro de 2017. CW Seed 6 minutos
- «Episode 3». Freedom Fighters: The Ray. Temporada 1. 8 de dezembro de 2017. CW Seed 8 minutos
- «Episode 4». Freedom Fighters: The Ray. Temporada 1. 8 de dezembro de 2017. CW Seed 6 minutos
- «Episode 5». Freedom Fighters: The Ray. Temporada 1. 8 de dezembro de 2017. CW Seed 6 minutos
- «Episode 6». Freedom Fighters: The Ray. Temporada 1. 8 de dezembro de 2017. CW Seed 6 minutos